# -ZEROalbum- 歌姫2
『-ZEROalbum- 歌姫2』（ゼロ・アルバム うたひめツー）は、日本の歌手中森明菜の2枚目のカバー・アルバム。このアルバムは2002年3月20日にキティMMEよりリリースされた (CD: UMCK-1093)。

## 背景
2002年に、中森はメジャー・レーベルキティMMEに復帰した。『-ZEROalbum- 歌姫2』は、その移籍第1弾カバー・アルバムで、この年1枚目のアルバムとなった。このアルバムは、1999年12月発表の前アルバム『will』からおよそ2年4か月ぶりとなる2002年3月20日にCD (UMCK-1093)で発売された。その後の2005年7月1日にはデジタル・ダウンロードでもリリースされた。メジャー・レーベル復帰作には、1994年3月に発売された『歌姫』企画の復活が選択された。これにより、カバー・アルバム『歌姫』がシリーズ化されることとなった。中森本人としては、先にオリジナルのシングルやアルバムを出したかったものの、スタッフから、まずは一呼吸置こうと、本作制作のアドバイスを受けたという。本作のレコーディングは、ユニバーサルレコーディングスタジオ、オンエア麻布スタジオで行われた。カバーした楽曲について中森は、「色がついているものにあえて明菜流に色をつけるので普段の何十倍もプレッシャーがかかった。いろんな手を尽くした。一番苦手だったのは山口百恵さんと竹内まりやさんの歌」と述べ、「瑠璃色の地球」のレコーディングについては、「2回でOKがでました」と明かした。
このアルバムの基本コンセプトとして、「静」の美を表現したという。ZEROalbumとは、これまでの自身の経験や実績をも無に帰し、新たなスタートへ進む意味を込めて名付けられている。中森も本作について、「今回はカバーアルバムということで、いろいろな方の歌を私が歌っているんですが、なるべく自分は"無の状態"で歌を歌いたかったんですよ。それで、ジャケットもその無の状態を表現しようと、頭をまるめて、白い服を着て、ふわっと柔らかいイメージの写真にしたんです」と説明している。このアルバムのCG処理によるスキンヘッドのジャケットは、複数のメディアで伝えられた。また、この作品をきっかけに、昨今のカバー曲ブームの火付け役とも称された。
『歌姫』の音楽プロデューサー、スーパーヴァイザーの川原伸司は、松田聖子の「瑠璃色の地球」を収録した経緯について、当初1作目の『歌姫』の候補曲に「野ばらのエチュード」があったが、2作目になり収録を検討したところ、歌詞内容が若すぎるからと、「瑠璃色の地球」を中森が選んできたという。また、「黄昏のビギン」を収録した理由は、ちあきなおみのスタジオ・アルバム『すたんだーど・なんばー』へのオマージュであったと川原は明かしている。このアルバムのエグゼクティブ・プロデューサーを務めた寺林晁は『ORICON STYLE』のインタビューで、カバーした楽曲の選曲については、中森との話し合いの末、こちらの意に沿ってもらったと振り返っている。また、本作で積み上げた制作手法が、後の徳永英明の『VOCALIST』シリーズや、『服部良一 〜生誕100周年記念トリビュート・アルバム〜』に影響されたことを明かしている。
本作発売後、2002年4月6日放送のフジテレビ系音楽番組『MUSIC FAIR 21』にて、本作から「秋桜」と「瑠璃色の地球」を披露した。また、同年5月27日より行われたデビュー20周年記念コンサート・ツアーMUSICA FIESTA TOUR 2002でも、この2曲を披露した。
2003年より本作収録の「瑠璃色の地球」が、au (KDDI)のテレビCMイメージソングに起用された。その後、2003年4月発売のシングル「Days」の3曲目のボーナストラックとして同曲がシングルカットされた。2004年には3作発売となった"歌姫シリーズ"をまとめたCD-BOX盤の『歌姫 Complete Box Empress』が、2007年には"歌姫シリーズ"のベスト・アルバム『歌姫ベスト 〜25th Anniversary Selection〜』が発売された。

## 批評
『CDジャーナル』の後藤幸浩は「洋楽的な要素の中で、日本語をこれだけ多彩に美しく響かせられる歌手はたぶん明菜が最後かも。映画音楽にも通じる千住明の編曲も◎。」と批評した。

## チャート成績
『-ZEROalbum- 歌姫2』は、オリコン週間アルバムチャートの2002年4月1日付で初登場13位を記録後、2002年4月8日付から4月15日付の2週連続で最高順位10位を記録した。中森にとって、1995年7月発売のスタジオ・アルバム『la alteración』以来およそ7年ぶりに同チャートでトップ10入りを果たした。本作は、同チャートに計15週に渡ってランクインしている。

## 収録曲
| 全編曲: 千住明。 |                                                            |              |                   |       |
| #                | タイトル                                                   | 作詞         | 作曲              | 時間  |
| 1.               | 「歌姫2 Opening」                                          |              | 千住明            | 0:43  |
| 2.               | 「黄昏のビギン」(ちあきなおみのカバー曲、もとは水原弘の曲) | 永六輔       | 中村八大          | 4:03  |
| 3.               | 「桃色吐息」(髙橋真梨子のカバー曲)                         | 康珍化       | 佐藤隆            | 3:42  |
| 4.               | 「アデュー」(庄野真代のカバー曲)                           | 庄野真代     | 庄野真代          | 4:02  |
| 5.               | 「別れの予感」(テレサ・テンのカバー曲)                     | 荒木とよひさ | 三木たかし        | 4:31  |
| 6.               | 「シングル・アゲイン」(竹内まりやのカバー曲)               | 竹内まりや   | 竹内まりや        | 4:03  |
| 7.               | 「色彩のブルース」(EGO-WRAPPIN'のカバー曲)                 | 中納良恵     | 森雅樹 & 中納良恵 | 4:54  |
| 8.               | 「秋桜」(山口百恵のカバー曲)                               | さだまさし   | さだまさし        | 3:53  |
| 9.               | 「異邦人」(久保田早紀のカバー曲)                           | 久保田早紀   | 久保田早紀        | 3:29  |
| 10.              | 「乙女のワルツ」(伊藤咲子のカバー曲)                       | 阿久悠       | 三木たかし        | 3:10  |
| 11.              | 「瑠璃色の地球」(松田聖子のカバー曲)                       | 松本隆       | 平井夏美          | 4:20  |
| 12.              | 「歌姫2 Ending」                                           |              | 千住明            | 1:25  |
| 合計時間:        | 合計時間:                                                  | 合計時間:    | 合計時間:         | 42:15 |

## クレジット
『-ZEROalbum- 歌姫2』のライナー・ノーツより
参加ミュージシャン
| - プロデュース：中森明菜 - All Songs Arranged & Conducted by 千住明 - オーケストラ：Gallery Music - コンサート・マスター：SETSUKO SUGITA - ピアノ：MANABU OHISHI | - F.& G.Guitar：MIKIHIKO MATSUMIYA - マンドリン&ポルトガルギター：HIDEKI WACHI - W.Bass：KAZUKI CHIBA - ドラムス：SATORU NAGASAWA - パーカッション：IKUO KAKEHASHI |

スタッフ
| - プロダクション・マネジメント：DAISUKE MIZUTA (日音アーティスト) - 録音：UNIVERSAL RECORDING STUDIOS、オンエア麻布スタジオ - Mixed at オンエア麻布スタジオ - Recorded & Mixed by TOSHIYUKI YOSHIDA (BORDERLINE) - Recorded by YOICHIRO KANO・横田学 (MIXER'S LAB CO.,LTD.) - アシスト：TAKU KANEMITSU (ScrumsStuff inc.)、森田信之・HITOMI SUZUKI (MIXER'S LAB CO.,LTD.) - Mastered by HIDEAKI NISHIMURA (UNIVAERSAL MUSIC K.K.) - コ・プロデュース：森淳一（キティMME）、鈴木順 (Halftone Music & Systems) - Directed by HIDETOSHI ABO (Halftone Music & Systems) - A&Rチーフ：藤倉尚（キティMME） - プロモーション・チーフ：大原浩（キティMME） - プロモーション：MASAYUKI DANNOURA（キティMME） - セールス・プロモーション・チーフ：YOSHINORI IIZUKA (UNIVAERSAL MUSIC K.K.) - セールス・プロモーション：KENJI GOTO、CHIHO YOSHIDA (UNIVAERSAL MUSIC K.K.) | - デザイン・コーディネーション：宮本仁美 (UNIVAERSAL MUSIC K.K.) - 撮影：塚田和徳 - 着物スタイリスト：YOSHIHIKO EGI - ヘアメイク・アーティスト：中森明菜 - スタイリスト：濱田由美 - トータル・グラフィックス・デザイン：MD FACTORY INC. - プロデューサー：YUJI ITO - アート・コーディネーター：小林純 - アート・ディレクター：中島裕次 - コピー・ライター：JADE TAKAHASHI - スーパーヴァイザー：羽佐間健二、佐々友成 - エグゼクティブ・プロデューサー：寺林晁、軽部重信（キティMME） - ディレクター：門村崇志 (FAITH INC.) - スペシャル・サンクス：内野二朗、小倉禎子、楽工房、YOUZ、TAGEI★FUMIHITO、ISHIKAWA★TAKAAKI、HANDS ON ENTERTAINMENT INC. |

## リリース履歴
| 発売日        | レーベル                 | 規格  | 品番      | 備考                     |
| ------------- | ------------------------ | ----- | --------- | ------------------------ |
| 2002年3月20日 | キティMME                | CD    | UMCK-1093 |                          |
| 2017年5月3日  | ユニバーサルミュージック | UHQCD | UPCH-7264 | 限定盤                   |
| 2023年6月28日 | ユニバーサルミュージック | CD    | UPCY-7870 | スペシャルプライス再発盤 |
| 2024年1月24日 | ユニバーサルミュージック | LP    | UPJY-9374 | 初アナログLP化、限定盤   |

## 参照
1. 1 2 3 4 5 6 7 8  『-ZEROalbum- 歌姫2』（12cmCD）中森明菜、キティMME、2002年3月20日。UMCK-1093。
2. ↑  “楽天ブックス: -ZERO album-歌姫 2 - 中森明菜 : CD”.  楽天. 2011年6月23日閲覧。
3. 1 2 3 4  “中森明菜-リリース-ORICON STYLE ミュージック”.  オリコン. 2012年4月16日閲覧。
4. ↑  “スポニチアネックス 芸能 記事”. スポーツニッポン.  スポーツニッポン新聞社 (2002年2月8日). 2002年6月10日時点のオリジナルよりアーカイブ。2012年4月28日閲覧。
5. ↑  “中森明菜 UNIVERSAL MUSIC OFFICIAL WEBSITE”. biography.  ユニバーサルミュージック合同会社. 2011年7月22日時点のオリジナルよりアーカイブ。2012年4月28日閲覧。
6. 1 2  “SANSPO.COM”. サンケイスポーツ.  産業経済新聞社 (2002年3月22日). 2005年2月5日時点のオリジナルよりアーカイブ。2012年4月28日閲覧。
7. ↑  “音楽ダウンロード・音楽配信サイト　mora 〜“WALKMAN”公式ミュージックストア〜”.  レーベルゲート. 2013年2月1日閲覧。
8. ↑  “【ZERO album〜歌姫2〜 】中森明菜 : 試聴とダウンロード - listen.jp”.  エムティーアイ. 2008年3月7日時点のオリジナルよりアーカイブ。2013年2月1日閲覧。
9. 1 2  佐々友成中森明菜「歌姫解説」『歌姫 Complete Box Empress』、ユニバーサル、2004年12月1日。POCE-3035/40。
10. ↑  島﨑今日子「インタビュー 中森明菜」『COSMOPOLITAN』第24巻第7号、集英社、2002年7月、48頁。
11. ↑  “ZAKZAK”. 夕刊フジ.   産業経済新聞社 (2002年2月13日). 2008年9月17日時点のオリジナルよりアーカイブ。2012年4月28日閲覧。
12. 1 2  “ZAKZAK”. 夕刊フジ.   産業経済新聞社 (2002年3月20日). 2008年9月17日時点のオリジナルよりアーカイブ。2013年2月1日閲覧。
13. ↑  “SANSPO.COM”. サンケイスポーツ.   産業経済新聞社 (2002年5月9日). 2005年2月8日時点のオリジナルよりアーカイブ。2012年4月28日閲覧。
14. 1 2  “ファミ通.com エンターテイメント/ファン驚喜!! 中森明菜が初インストアイベント敢行”.  ファミ通 (2002年3月20日). 2012年7月8日時点のオリジナルよりアーカイブ。2013年2月1日閲覧。
15. ↑  “中森明菜 / ZERO album〜歌姫2 [CD] [アルバム] - CDJournal.com”.   音楽出版社. 2011年6月23日閲覧。
16. ↑  “歌詞:試聴:中森明菜 (なかもりあきな)(ナカモリアキナ) : 音楽ダウンロード・音楽配信サイト ListenJapan”.   Listen Japan. 2011年6月23日閲覧。
17. 1 2  北中正和中森明菜「10年目の『歌姫』」『歌姫 Complete Box Empress』、ユニバーサル、2004年12月1日。POCE-3035/40。
18. 1 2  “最強のミュージックマンが音楽を語る!!-ORICON STYLE ミュージック”.   オリコン (2008年2月20日). 2010年8月18日時点のオリジナルよりアーカイブ。2011年6月23日閲覧。
19. ↑  “ミュージックフェア”.  フジテレビジョン (2002年4月6日). 2007年2月24日時点のオリジナルよりアーカイブ。2012年4月28日閲覧。
20. ↑  “中森明菜”. AKINA NAKAMORI MUSICA FIESTA TOUR 2002.  ユニバーサルミュージック. 2003年1月26日時点のオリジナルよりアーカイブ。2012年7月31日閲覧。
21. ↑  “スポニチアネックス 芸能 記事”. スポーツニッポン.   スポーツニッポン新聞社 (2002年5月28日). 2005年3月11日時点のオリジナルよりアーカイブ。2012年4月28日閲覧。
22. 1 2  “SANSPO.COM”. サンケイスポーツ.   産業経済新聞社 (2003年3月31日). 2005年3月7日時点のオリジナルよりアーカイブ。2012年4月28日閲覧。
23. 1 2  “中森明菜 / Days [CD] [シングル] - CDJournal.com”.   音楽出版社. 2012年4月28日閲覧。
24. ↑  “中森明菜 / 歌姫 Complete Box Empress [6CD] [CD] [アルバム] - CDJournal.com”.   音楽出版社. 2012年4月28日閲覧。
25. ↑  “中森明菜 / 歌姫ベスト 25TH ANNIVERSARY SELECTION [CD] [アルバム] - CDJournal.com”.   音楽出版社. 2012年4月28日閲覧。
26. ↑  後藤幸浩『CDジャーナル』第46巻第4号、音楽出版社、2002年4月。
27. ↑  “検索結果-ORICON STYLE アーティスト/CD検索”. 2002年04月第1週の邦楽アルバムランキング情報.   オリコン. 2012年4月16日閲覧。
28. ↑  “検索結果-ORICON STYLE アーティスト/CD検索”. 2002年04月第2週の邦楽アルバムランキング情報.   オリコン. 2012年4月16日閲覧。
29. ↑  “検索結果-ORICON STYLE アーティスト/CD検索”. 2002年04月第3週の邦楽アルバムランキング情報.   オリコン. 2012年4月16日閲覧。
30. ↑  “SANSPO.COM”.   産業経済新聞社 (2002年4月1日). 2002年12月15日時点のオリジナルよりアーカイブ。2012年4月16日閲覧。